# Avortement en Bolivie
L'avortement est actuellement largement illégal en Bolivie, pays de forte tradition catholique. Il n'est autorisé que dans des cas très spécifiques, lorsque la santé de la mère est en jeu ou en cas de viol. Cette politique est en place depuis 1973. La peine risquée par une femme ayant consenti à un avortement varie de 1 à 3 ans de prison, et celle de la personne ayant effectué la procédure de 1 à 6 ans de prison. Si une femme pratique seule un avortement, elle ne sera poursuivie que pour avoir consenti à un avortement. Même en cas de viol, il est très difficile pour une femme d'avorter dans de bonnes conditions.
En 2005 des parlementaires du Movimiento al Socialismo (MAS) ont introduit une proposition de loi visant à légaliser l'avortement, mais celle-ci a très vite été abandonnée. À la suite de la mise en place de la nouvelle constitution bolivienne du 7 février 2009, un recours a été formulé en 2013 par une députée bolivienne du MAS, Patricia Mancilla, auprès du Tribunal constitutionnel plurinational (la Cour constitutionnelle de Bolivie) pour faire abroger les dispositions rendant l'avortement illégal. Le 13 février 2014, le Tribunal constitutionnel plurinational a rejeté la requête de Patricia Mancilla mais a précisé que les avortements légaux ne seraient plus à l'avenir soumis à l'autorisation d'un juge.